# Siquisiquesuchus
Siquisiquesuchus (nombre que significa "cocodrilo de Siquisique" por el pueblo en Lara, Venezuela, cerca de donde se hallaron los primeros especímenes descritos) es un género extinto de crocodiliano gavialoideo. Es conocido a partir de restos craneales y algunos huesos del postcráneo hallados en rocas de principios del Mioceno en el noroeste de Venezuela.

## Descripción
Siquisiquesuchus se basa en el espécimen holotipo MBLUZ–P–5050, un cráneo casi completo con las mandíbulas. Fue hallado cerca de Lara en rocas de principios del Mioceno de la Formación Castillo. Otros dos cráneos parciales, vértebras parciales, un fémur, un húmero parcial y una tibia parcial fueron recuperados de otra localidad. Estos huesos fueron descritos por Christopher Brochu y Ascanio Rincón en 2004. La especie tipo es S. venezuelensis.
Como otros gavialoideos, Siquisiquesuchus tenía un rostro alargado y estrecho en su cráneo, representando aproximadamente el 60% de la longitud craneal. El número de dientes en el hueso premaxilar en la punta del hocico es desconocido, pero el maxilar que abarcaba la mayor parte del hocico tenía al menos 20 dientes de cada lado, y el hueso dentario en la mandíbula tenía al menos 23. Algunos detalles de los cráneos descritos no pueden ser determinados debido a que las suturas no son visibles.
Brochu y Rincón determinaron que Siquisiquesuchus era el más antiguo gavialoideo conocido de Suramérica, compartiendo varios detalles anatómicos con Gryposuchus colombianus (al cual es particularmente parecido) y otros gavialoideos suramericanos. Estudios posteriores han estado de acuerdo con su identidad de gavialoideo, encontrando que el género estaba relacionado con Gavialis, Gryposuchus, Ikanogavialis y Piscogavialis. Vélez–Juarbe y colaboradores (2007) encontraron que era un gaviálido griposuquino, mientras que Jouve y colaboradores (2008) no lo asignaron a ninguna familia o subfamilia en particular. Brochu y Rincón notaron que Siquisiquesuchus fue hallado en depósitos de costas marinas. Esto, junto con sus similitudes a los gavialoideos del Viejo Mundo, fue interpretado como evidencia de que los gavialoideos "se dispersaron a través de una barrera marina hacia los Neotrópicos durante el Terciario."